# 道南食品
道南食品株式会社（どうなんしょくひん）は、北海道函館市に本社を置く企業。明治グループ。

## 沿革
- 1919年 - 函館菓子製造株式会社設立。
- 1936年 - 明治製菓へ合併、函館工場となる。
- 1980年 - 道南食品株式会社設立。

## 商品
キャラメル
- 北海道いちごキャラメル
- 北海道れん乳キャラメル
- 北海道バターキャラメル
- 富良野メロンキャラメル
- 十勝あずきキャラメル
- 宇治園抹茶キャラメル
- 宇治園ほうじ茶キャラメル
- リボンちゃんキャラメル リボンナポリン味
- 北海道ビールキャラメル
- 北海道限定クリームキャラメル
- 北海道限定ヨーグルトキャラメル
- 北海道サイコロキャラメル
- 北海道179市町村サイコロキャラメル
- JR北海道駅名標キャラメル
- 北海道 生食感チェルシー バタースカッチ味
- 北海道 生食感チェルシー ヨーグルトスカッチ味

チョコレート
- 珈房サッポロ珈琲館カフェショコラ
- 珈房サッポロ珈琲館カフェラテチョコラ
- 黄金のとうもろこしチョコレート
- 北海道濃～い牛乳チョコレート
- まるっと北海道いちごホワイトチョコレート
- まるっと北海道いちごミルクチョコレート
- 北海道苺トリュフノワール
- 北海道苺トリュフブラン
- 北海道ホワイトチョコレート きらゆき
- 北海道ミルクチョコレート きらゆき
- 白樺の雫チョコレート
- 五領星の夢チョコレート